# Germinació

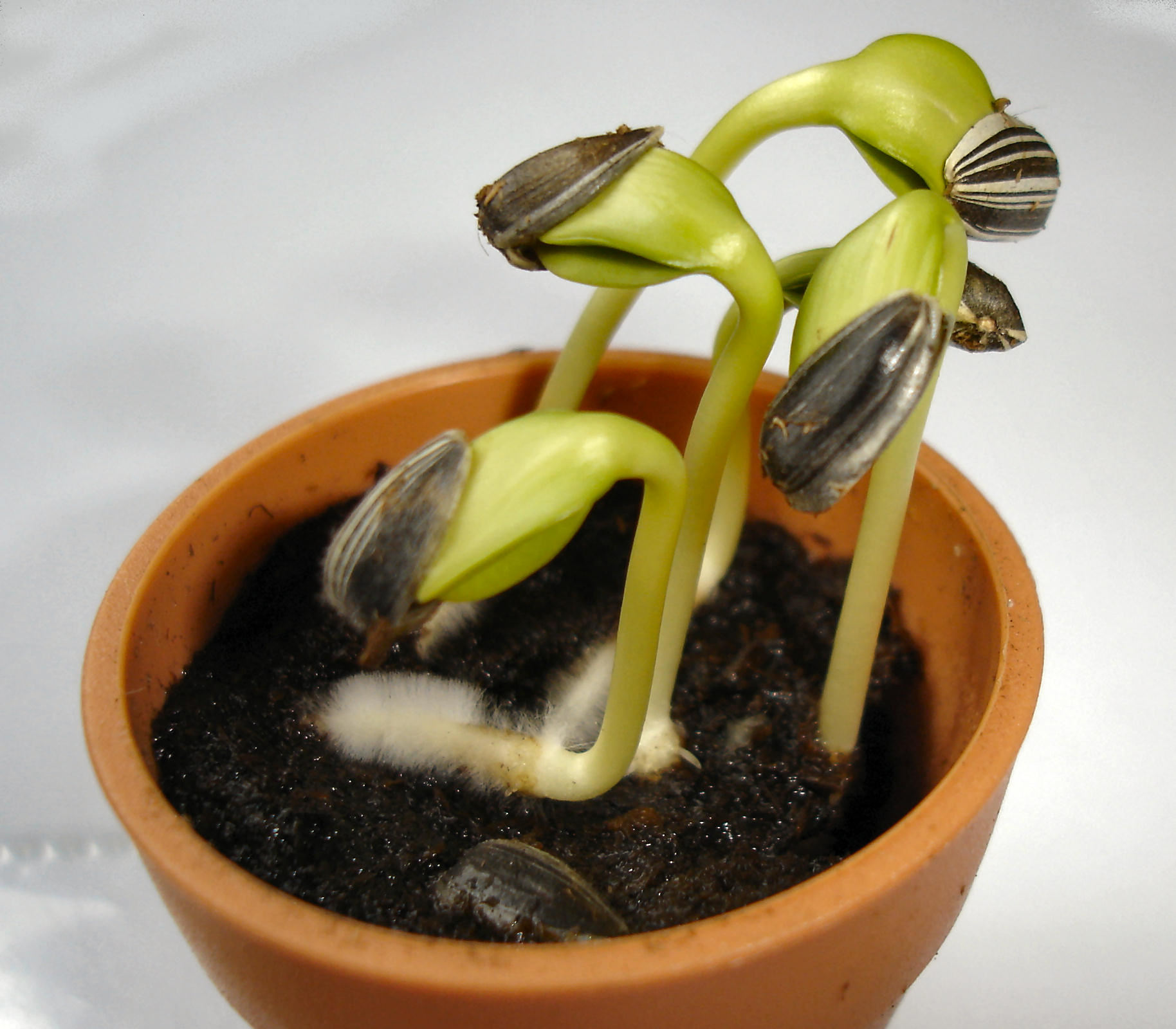
Llavors de gira-sol després d'haver passat tres dies de la germinació

La germinació és el pas d'una llavor o una espora a planta, quan les condicions de temperatura, llum, humitat són adequades. La germinació és el creixement de l'embrió contingut en una llavor d'una planta.
Les llavors completament desenvolupades contenen un embrió i en la majoria de les plantes també tenen substàncies de reserva. Algunes plantes produeixen una proporció de llavors sense embrió o llavors vanes, que mai no germinen.
Moltes llavors atravessen un període de latència o dormició durant el qual es poden conservar, transportar i disseminar. La viabilitat d'una llavor és molt variable: d'uns pocs dies en roures i alzines fins a uns quants anys. La lotus de l'Índia manté la capacitat de germinació fins a un miler d'anys.
La germinació i l'índex de germinació és un procés crucial en l'agricultura i l'arboricultura. Generalment l'objectiu és la planta adulta. En la dieta moderna, també esdevenen populars els brots germinats com a aliment, component d'amanides o altres plats.

## Procés de germinació[modifica | modifica el codi]
Per germinar fa menester una sèrie de condicions ambientals favorables, com ara la presència d'un substrat humit, la disponibilitat d'oxigen que permeti la respiració aeròbica i una temperatura adequada per realitzar els diferents processos metabòlics per al desenvolupament de la plàntula. Qualsevol espècie de planta té almenys un mecanisme per impedir la germinació precoç i per retardar la germinació fins a obtenir les condicions més idònies per propagar l'espècie, tenen una mena de relotge químic.
Per interrompre la fase de dormició intervenen factors com hormones de plantes com l'àcid abscíssic, que inhibeix la germinació i les giberel·lines. A més, les condicions d'humidat, llum, temperatura, aciditat del sól són diferents d'una espècie a l'altre. Algunes llavors requereixen un temps de baixes temperatures (vernalització) per trencar la dormició. Altres, per exemple les cistàcies només germinen després d'haver passat un incendi forestal. El llentiscle germina a la tardor quan el terra queda xopa. Altres llavors han de passar pel tracte intestinal de mamífers o d'ocells per aflebir la coberta seminal i complir les condicions de germinació com el saüc.

### Fases de la germinació

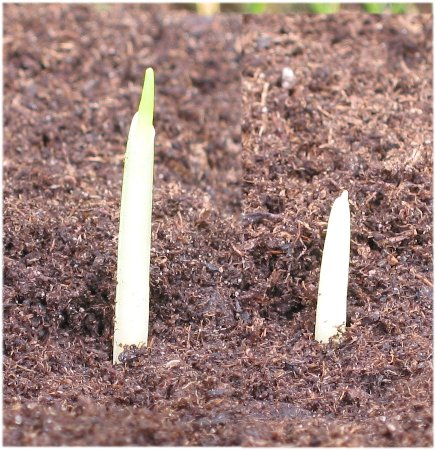
A la dreta el coleòptil, a l'esquerra la primera fulla que surt del coleòptil

L'absorció de l'aigua per part de la llavor desencadena una seqüència de canvis metabòlics enfocats en la respiració, la síntesi proteica i la mobilització de les reserves que conté. Alhora la divisió cel·lular a l'embrió provoca el trencament de les cobertes seminals, que generalment es produeix per l'emergència de la radícula. No obstant, les llavors de moltes espècies són incapaces de germinar, tot i que es trobin en condicions ambientals favorables. Aquest fet es deu al fet que la llavor es troba en fase de latència, la qual té una durada variable i dependrà de l'espècie. Les substàncies de reserva com el midó, la proteïna i l'oli de les llavors donen nutrició a l'embrió. Per l'aigua, els enzims hidrolítics s'activen i les substàncies de reserva es converteixen en compostos químics metabòlicament útils.
Quan una llavor germina la primera estructura que emergeix a la majoria d'espècies és la radícula. En aquelles llavors en les que la radícula no és el primer esdeveniment morfològic es consideren altres criteris per definir la germinació, per exemple, l'emergència del coleòptilals cereals o l'augment de l'activitat enzimàtica.
El procés de germinació te tres fases.
- Fase d'hidratació: es dona la intensa absorció d'aigua per part dels diferents teixits que formen la llavor, indispensable per iniciar el procés. Alhora hi ha un increment proporcional de l'activitat respiratòria.
- Fase de germinació: representa el procés de germinació com a tal. Es produeixen les transformacions metabòliques necessàries per al correcte desenvolupament de la plàntula. L'absorció d'aigua es redueix de manera considerable, i fins i tot pot arribar a aturar-se en alguns casos.
- Fase de creixement: s'associa a l'emergència de la radícula o al canvi morfològic visible. Aquesta fase es caracteritza per reprendre l'absorció d'aigua així com l'activitat respiratòria.Llavors de pèsol en dues etapes del procés de germinació. Les dues fotos superiors les mostren ambdues al començament del procés de germinació, mentre que les dues inferiors mostren les mateixes al final del procés, quan han aparegut els brots primaris.

La durada de cada una de les fases depèn de determinades propietats de les llavors, com ara el contingut en compostos hidratables i la permeabilitat de les cobertes a l'aigua i a l'oxigen. La respiració aeròbica és la principal font d'energia per a les plantes germinades fins que formen fulles. Certes llavors tenen una coberta que les fa impermeables per oxígen. Per trencar-la i parar la dormició cal condicions particulars (per exemple àcids).
Les fases també estan afectades per les condicions del medi com ara la humitat, el substrat o la temperatura. D'altra banda, cal remarcar les diferències en el metabolisme de la llavor segons en quina fase es trobi. A la primera fase es produeixen tant llavors vives com mortes, és independent de l'activitat metabòlica. No obstant, a les llavors viables, el metabolisme s'activa per la hidratació. La segona fase, en canvi, constitueix un període de metabolisme actiu previ a la germinació de les llavors viables o a l'inici de la mort de les llavors no viables. La tercera fase es produeix només a les llavors que germinen i s'associa a una fort activitat metabòlica que comprèn l'inici del creixement de la plàntula i la mobilització de les reserves. Per tant, els factors externs que activen el metabolisme tenen un efecte estimulant a la última fase.
A les dues primeres fases de la germinació els processos són reversibles, a partir de la fase de creixement s'entra a una situació fisiològica irreversible. La llavor que hagi superat la fase de germinació haurà de passar a la fase de creixement i originar la plàntula o bé morir.
L'estratificació, (posar les llavors en capes estratificades i a una temperatura baixa), imita el procés natural que afebleix la coberta de la llavor abans de germinar.

### Factors que afecten la germinació[12]

#### Maduresa de les llavors
Una llavor és madura quan ha assolit un desenvolupament complert tant morfològicament com fisiològicament. La maduresa morfològica s'aconsegueix quan les diferents estructures han finalitzat el seu creixement. També es relaciona amb la deshidratació dels diferents teixits que formen la llavor. No obstant, existeixen algunes espècies que disseminen les seves llavors abans que siguin madures. Alguns exemples són les llavors de Ginkgo biloba o de la majoria d'orquídies, les quals presenten embrions molt rudimentaris i indiferenciats.
Tot i que la llavor sigui morfològicament madura, moltes poden seguir sent incapaces de germinar perquè els cal patir transformacions fisiològiques. El més habitual és que requereixin una pèrdua de substàncies inhibitòries de la germinació o l'acumulació de substàncies promotores. En general, necessiten reajustar l'equilibri hormonal de la llavor i/o la sensibilitat dels teixits per les diferents substàncies actives.
A la majoria de les espècies cultivades la maduresa fisiològica s'assoleix alhora que la morfològica però hi ha excepcions on pot haver una diferència de setmanes, mesos i fins i tot anys entre ambdues.

#### Viabilitat de les llavors
La viabilitat de les llavors és el període durant el qual les llavors conserven la capacitat per germinar. Depèn del tipus de llavor i de les condicions d'emmagatzemament. Respecte al temps que les llavors romanen viables pot haver-ne que germinin després de desenes o centenars d'anys, sobretot en llavors amb coberta seminal dura com a les lleguminoses. A l'extrem oposat trobem les que no sobreviuen més d'alguns dies o mesos, com és el cas de les llavors d'auró, de salze i de pollancre que perden la viabilitat en unes setmanes o els oms que romanen viables uns sis mesos. En general, la vida mitjana d'una llavor se situa entre 5 i 25 anys.
Les llavors perden la viabilitat per causes molt diverses. No moren per l'esgotament de les reserves nutritives, la majoria perden la viabilitat molt abans. Una llavor serà més vella com menys actiu sigui el seu metabolisme, aquest fet origina una sèrie de productes tòxics que s'acumulen i produeixen una gran quantitat d'efectes letals per l'embrió. Per evitar-ne l'acumulació cal disminuir encara més el metabolisme, és un efecte de feed-back positiu. Es pot alentir el metabolisme baixant la temperatura o dessecant la llavor. No obstant, s'ha de vetllar que no s'afecti l'aigua essencial, per sota del 2-5% d'humitat es pot matar-la.

#### Humitat
L'entrada d'aigua a l'interior de la llavor es deu exclusivament a la diferència de potencial hídric entre la llavor i el medi que l'envolta. En condicions normals aquest potencial hídric és menor a les llavors seques que al medi exterior. Per aquesta raó, fins que emergeix la radícula, l'aigua arriba a l'embrió a través de les parets cel·lulars de la coberta seminal, sempre a favor de potencial hídric. Tot i que l'aigua és imprescindible rehidratar-les, un excés pot dificultar l'arribada d'oxigen a l'embrió.

#### Temperatura
La temperatura és un factor clau en la germinació, ja que influeix en els enzims que regulen la velocitat de les reaccions bioquímiques en la llavor quan aquesta es rehidrata. Cada enzim té una zona de temperatura màxima i mínima a la qual pot actuar. Entre aquests dos valors existeix una temperatura òptima que sol ser més propera a la màxima. Això mateix succeeix amb les llavors. Això provoca que només germinin entre aquests marges de temperatura, independentment de la resta de condicions, encara que siguin totes elles favorables.
A la temperatura òptima que depèn de l'espècie, la germinació és el més ràpid. Per certes espècies, la zona de temperatura ideal és molt restreta, altres en tenen una de més ample. Sota les 3 °C, no pot germinar cap llavor, quan l'aigua comença a congelar.
Les llavors d'espècies tropicals solen germinar a temperatures superiors a 25 °C. Les màximes temperatures en general solen ser de 50 °C, Les llavors d'espècies adaptades a ambients freds solen créixer bé entre 5 i 15 °C, i en alguns casos ho poden fer en valors de 0 °C. Al Mediterrani les temperatures més adequades estan entre 15 i 20 °C aproximadament.
També se sap que l'alternança de temperatures en els cicles de dia i nit té un efecte positiu en les etapes de germinació. Això implica que la temperatura òptima de la fase de germinació no té perquè coincidir amb la de creixement, per la qual cosa hi hauria una temperatura més adequada per a la germinació i una altra per a la fase de creixement.

### Gasos
La major part de les llavors requereixen un medi suficientment airejat per germinar: cal oxigen i diòxid de carboni en proporcions adequades. D'aquesta manera, l'embrió obté l'energia imprescindible per mantenir el metabòlisme. En general, les llavors germinen bé en una atmosfera amb 21% d'oxigen i 0,03% de diòxid de carboni. Això es dona a causa que el diòxid de carboni té un efecte contrari al de l'oxigen. Per germinar bé, l'oxigen dissolt a l'aigua ha d'arribar fins a l'embrió. De vegades, alguns elements presents a la paret seminal com compostos fenòlics o capes de mucílag, entre d'altres, poden impedir la germinació perquè redueixen la difusió d'oxigen cap a l'interior.

A més, s'ha de tenir en compte que la quantitat d'oxigen que arriba a l'embrió disminueix si hi ha massa aigua. A més, quan puja la temperatura, la capacitat d'absorbir oxigen de l'aigua baixa.

## La taxa de germinació
La taxa de germinació es pot fer servir com un indicador de la fitotoxicitat dels sòls. Algunes espècies deixen anar enormes quantitats de llavors, ja que la mortalitat entre la dispersió i l'arrelament pot ser molt alta.
En agricultura i jardineria, la taxa de germinació descriu quantes llavors d'una espècie, varietat raça o lot de plantes és probable que germinen. És un criteri de qualitat. L'Associació internacional de proves de llavors (International Seed Testing Association, ISTA), amb seu a Suïssa estableix des de 1924 normes i procediments par a avaluar la qualitat de les llavors i de la germinació. Per a cereals, en l'agircultura moderna, s'exigeix una taxa de germinació superior als 85%. Des de la nit dels temps, els pagesos van desenvolupar mètodes per a conservar la capacitat de germinar dels grans.
La capacitat germinativa de les llavors és molt variable, segons l'espècie. Les llavors poden tenir un període de latència molt llarg, sense perdre la capacitat germinativa un cop les condicions siguin favorables. En bona part depèn de la quantitat i del tipus de reserves que tenen les llavors. Així, en molts arbres de ribera (salicàcies, per exemple), les llavors perden la capacitat de germinar en poc temps, fins i tot en pocs dies. En canvi, moltes plantes oportunistes, com ara les males herbes, conserven la seva capacitat germinativa durant molts anys. En l'extrem, s'ha aconseguit fer germinar llavors que havien estat enterrades segles sota de runes o en tombes egípcies.

## Tipus de germinació
En les plantes dicotiledònies 'arrel embrionària (radícula) és la primera part que emergeix de la llavor. Permet a les plantes germinades ancorar-se a la terra i començar a absorbir aigu. Posteriorment emergeix el brot embriònic de la llavor. Aquest brot té tres parts: els cotilèdons, la secció del brot per sota dels cotilèdons (hipocòtil), i la secció del brot per sobre dels cotilèdons (l'epicòtil). La manera com aquest brot emergeix és diferent segons les plantes.
En les plantes monocotiledònies la radícula de l'embrió està coberta per la coleoriza i el coleòptil respectivament. La coleoriza és la primera part a créixer per fora de la llavor, seguidament creix la radícula. El coleòptil aleshores és empès a través de la terra fins que arriba a la superfície. Després s'atura l'allargament del coleòptil i emergeixen les primeres fulles.
Els canvis fisiològics i metabòlics que tenen lloc en les llavors després de rebre aigua tenen com a finalitat el desenvolupament del brot. El procés pot començar amb el desenvolupament de la radícula o bé amb el de l'hipocòtil. Segons la posició dels cotilèdons respecte la superfície del substrat podem distingir dos tipus diferents de germinació: l'epigea (del grec: damunt la terra) i la hipogea (del grec: sota terra).

### Germinació epigea
En aquestes plantes els cotilèdons emergeixen del sòl degut a un gran creixement de l'hipocòtil. Als cotilèdons és on es comencen a desenvolupar els cloroplasts i actuen durant un temps com si fossin fulles veritables. Finalment, es desenvolupa l'epicòtil i les primeres fulles veritables. Succeeix en el cas de les mongetes i la mostassa blanca.

### Germinació hipogea
Els cotilèdons romanen enterrats. Únicament la plàntula travessa el sòl. L'hipocòtil és molt curt, pràcticament nul. Tot seguit, l'epicòtil s'allarga i hi apareixen les primeres fulles veritables. Aquestes són els primers òrgans fotosintetitzadors. Aquest tipus de germinació és pròpia de llavors de cereals, pèsols i faves.

## Germinació precoç
La germinació precoç ocorre quan la llavor germina abans d'ésser alliberada per la planta. Pot passar, per exemple, en climes humits amb la germinació dels grans de blat, arròs i altres cereals dins l'espiga. En aquest cas és la causa de pèrdues econòmiques considerables. El cereal esdevé inutilitzable per la pastisseria i el pa, tot i que pot servir com a farratge. A partir de 2% de grans germinats la farina ja pot esdevenir inutilitzable. També es poden trobar llavors de llimoner germinades dins la mateixa llimona i el mateix fenomen entre altres plantes.

## Germinació del pol·len
Una altra germinació durant la vida de gimnospermes i angiospermes és la germinació del gra de pol·len després de la pol·linització. Com també passa en les llavors, el gra de pol·len està en un alt grau de deshidratació abans de ser emès des d'una planta a una altra. Els grans de pol·len contenen diverses cèl·lules (més de vuit en les gimnospermes i de 2 a 3 en les plantes amb flor o angiospremes) Una d'aquestes cèl·lules és el tub pol·línic. Quan el gra de pol·len arriba a l'estigma, o a la pinya femenina, s'hidrata i germina. El pol·len també pot ser induït a germinar in vitro.
Durant la germinació el tub cel·lular s'allarga i forma un tub pol·línic. Dins la flor el tub pol·línic creix cap a l'òvul on descarrega l'esperma vegetal produït en el gra de pol·len per a la fertilització. El gra de pol·len germinat amb les seves dues cèl·lules espermàtiques és el microgametòfit masculí madur.
En les flors hermafrodites hi ha un gran risc d'autopol·linització i, per tant, de degeneració genètica. Algunes plantes utilitzen el control de la germinació del pol·len per evitar l'autopol·linització. En plantes autoincompatbles l'estigma d'algunes plantes pot reconèixer molecularment el seu mateix pol·len i evitar que aquest pol·len hi germini.

## Germinació de les espores
La germinació també pot fer referència a l'emergència de cèl·lules d'espores latents i al creixement d'hifes o tal·lus des de les espores dels fongs, algues i d'algunes plantes.
Les conídies són espores reproductives asexuals de fongs les quals germinen sota condicions específiques. De la germinació de les conídies es poden formar una gran varietat de cèl·lules, les més comunes es transformen en hifes.

### Espores latents
En les espores en latència, la germinació implica el trencament de la paret cel·lular de l'espora en dormició. En determinades floridures, la germinació es refereix a l'emerència de cèl·lules ameboides des de l'espora endurida. Després del trencament de la coberta de l'espora, es produeix la divisió cel·lular però no pas necessàriament el desenvolupament d'un organisme pluricel·lular, com per exemple ocorre en les amebes de vida lliure o en algunes floridures.

### Zoospores
En zoòspores mòbils, la germinació amb freqüència comporta una pèrdua de mobilitat i també canvis en la forma de la cèl·lula que permet a l'organisme enganxar-s'hi (ser sèssil).

### Falgueres i molses
En briòfits, falgueres, i poques altres plantes, les espores germinen en gametòfits independents. En briòfits (com per exemple les molses) les espores germinen dins d'estructures (protonema) similars a les hifes dels fongs. En la falguera el gametòfit és petit i en forma de cor i s'anomena Pròtal els quals es poden observar sovint en la part de sota d'una fulla de falguera adulta que porti espores.